# Pristimantis spectabilis
Pristimantis spectabilis är en groddjursart som beskrevs av William Edward Duellman och Juan Carlos Chaparro 2008. Pristimantis spectabilis ingår i släktet Pristimantis och familjen Strabomantidae. IUCN kategoriserar arten globalt som otillräckligt studerad. Inga underarter finns listade i Catalogue of Life.